# Driveclub
Driveclub – gra wyścigowa, stworzona przez Evolution Studios, która została wydana przez Sony Computer Entertainment na konsolę PlayStation 4. Premiera tytułu odbyła się 8 października 2014 roku.

## Produkcja i wydanie
Gra oficjalnie została zapowiedziana 20 lutego 2013 roku podczas konferencji „PlayStation Meeting 2013”, jako tytuł startowy dla PlayStation 4. Z powodu napotkania problemów podczas tworzenia gry, wydanie jej zostało opóźnione, a nowa data premiery została ustalona na 8 października 2014 roku.

## Odbiór gry
Gra spotkała się z mieszanymi reakcjami krytyków, uzyskując średnią ocen 71/100 w serwisie Metacritic oraz 70,17% w agregatorze GameRankings.